# Antoni Zygmund
Antoni Szczepan Zygmund (Varsavia, 26 dicembre 1900 – Chicago, 30 maggio 1992) è stato un matematico polacco naturalizzato statunitense.
Si distinse soprattutto nel campo dell'analisi matematica, con particolare riferimento alle branche dell'analisi armonica e funzionale, in cui è stato considerato tra i più grandi matematici del XX secolo. Zygmund diede vita alla cosiddetta scuola di matematica di Chicago, di cui fecero parte, tra gli altri, Alberto Calderón, Paul Cohen, Charles Fefferman e Elias Stein e che, nel corso dei decenni è stata responsabile di alcuni tra i maggiori progressi nel campo dell'analisi di Fourier.

## Biografia
Nato a Varsavia, primo di quattro figli, durante la prima guerra mondiale la famiglia venne evacuata a Poltava, in Ucraina, e lì proseguì per un periodo i suoi studi. Rientrati a Varsavia, nel 1919 intraprese gli studi di matematica presso l'università cittadina e, tra i vari professori, fu Aleksander Rajchman ad avere la maggiore influenza su di lui e a portare il suo interesse verso le serie trigonometriche. Concluse i suoi studi nel 1923, e dal 1930 al 1939 insegnò all'Università di Vilnius. Dopo lo scoppio della seconda guerra mondiale, nel 1940, emigrò negli Stati Uniti d'America dove ottenne una cattedra prima al Mount Holyoke College di South Hadley e nel 1947, dopo un biennio d'insegnamento dal 1945 all'Università della Pennsylvania, all'Università di Chicago fino al suo pensionamento nel 1980.
Nel corso della sua vita partecipò a numerose conferenze internazionali, alcune tenute in suo onore, e fece parte di numerose società scientifiche. Tra queste si ricordano l'Accademia scientifica di Varsavia, l'Accademia polacca della cultura, l'Accademia polacca delle scienze e l'Accademia nazionale delle scienze degli Stati Uniti d'America. Tra i premi e riconoscimenti ottenuti, nel 1939 gli venne assegnato un premio dall'Accademia delle Scienze di Cracovia per il saggio Funzioni analitiche scritto con Stanisław Saks, il Premio Steele nel 1979 e nel 1986 ricevette, dal presidente Ronald Reagan, la National Medal of Science.
Egli sopravvisse alla moglie Irena, morta nel 1966, e al figlio deceduto nel 1983 a seguito di un incidente aereo. Morì a Chicago il 30 maggio del 1992.

## Contributo scientifico
All'epoca del suo trasferimento oltreoceano, il contributo ch'egli apportò nello studio delle serie trigonometriche e dell'analisi matematica era già elevato. È del 1935, infatti, la prima pubblicazione del libro Trigonometrical Series, tradotto nel 1959 e destinato ad avere più ristampe. Considerato uno dei libri più influenti nella storia dell'analisi matematica, Jean-Pierre Kahane arrivò a definirlo la Bibbia per chiunque si dedichi allo studio dell'analisi armonica. Egli è ricordato, insieme a matematici come Hardy, Littlewood, Kolmogorov e Luzin, per essere stato uno dei maggiori contributori del lavoro legato alla costruzione del Teorema di Carleson, dimostrato nel 1966 da Lennart Carleson.
L'influenza del lavoro di Zygmund ha ottenuto molti risultati significativi, tra questi si possono ricordare i progressi fatti da Alberto Calderón, suo allievo, nell'ambito degli operatori integrali singolari e che il matematico George Lorentz definì come il coronamento del lavoro di Zygmund.
Diversi gli oggetti matematici e le teorie a cui il suo nome è legato, tra questi ricordiamo la teoria di Calderón-Zygmund, gli Spazi di Zygmund e la Disuguaglianza di Paley-Zygmund.